# Euagrus gus
Espèce
Euagrus gus est une espèce d'araignées mygalomorphes de la famille des Euagridae.

## Distribution
Cette espèce est endémique du Mexique. Elle se rencontre dans le Nord-Est du Michoacán, dans le Nord du Guerrero, dans l'État de Mexico, au Morelos et dans l'Ouest du Puebla.

## Description
La carapace du mâle holotype mesure 3,5 mm de long sur 2,7 mm.

## Publication originale
- Coyle, 1988 : A revision of the American funnel-web mygalomorph spider genus Euagrus (Araneae, Dipluridae). Bulletin of the American Museum of Natural History, no 187, p. 203-292 (texte intégral).